# Everything I've Known
Everything I’ve Known — пісня ню-метал гурту Korn і четвертий сингл з їх шостого студійного альбому, Take A Look In The Mirror.